# Imma sciophanes
Imma sciophanes är en fjärilsart som beskrevs av Walsingham 1914. Imma sciophanes ingår i släktet Imma och familjen Immidae. Inga underarter finns listade i Catalogue of Life.